# Румыния на летних Олимпийских играх 1936
Румыния принимала участие в Летних Олимпийских играх 1936 года в Берлине (Германия) в четвёртый раз за свою историю, пропустив Летние Олимпийские игры 1932 года, и завоевала одну серебряную медаль.

## Медалисты
| Медаль | Спортсмен  | Вид спорта   | Дисциплина                |
| ------ | ---------- | ------------ | ------------------------- |
| 2      | Генри Ранг | Конный спорт | Конкур, личное первенство |

## Состав сборной
54 спортсмена: 2 женщины и 52 мужчины соревновались в 8 видах спорта:
- бокс
- борьба
- гандбол
- лёгкая атлетика
- конный спорт
- спортивная гимнастика
- стрельба
- фехтование,

кроме этого Румыния была представлена в конкурсах искусств.
Младшим участником сборной был 18-летний гандболист Ханс Херманнштедер, старшим — 44-летний фехтовальщик Иоан Миклеску-Прежеску. Знаменосцем был Сербан Манчилеску.

## Результаты

### Бокс
Румынию представляли боксёры: Думитру Панайтеску, Марин Гашпар, Николае Берекет, Константин Давид; никто из них не вышел в финал. 

### Гандбол
В предварительном этапе по жребию мужская сборная Румынии попала в группу «Б» вместе с Австрией и Швейцарией, которым проиграла, набрав ноль очков:
| Страна    | P | W | T | L | GF | GA | GD  | Pts. |
| --------- | - | - | - | - | -- | -- | --- | ---- |
| Австрия   | 2 | 2 | 0 | 0 | 32 | 6  | +26 | 4    |
| Швейцария | 2 | 1 | 0 | 1 | 11 | 20 | −9  | 2    |
| Румыния   | 2 | 0 | 0 | 2 | 9  | 26 | −17 | 0    |

|           |        |         |
| Австрия   | 18 — 3 | Румыния |
| Швейцария | 8 — 6  | Румыния |

Утешительный матч за 5 место Румыния сыграла 10 августа с командой Соединённых Штатов и выиграла:
|         |        |     |
| Румыния | 10 — 3 | США |

Таким образом, румынская гандбольная сборная заняла 5 место из 6 команд.

### Конный спорт
Генри Ранг на Делфисе выиграл серебряную медаль в конкуре. 

## Конкурсы искусств
В конкурсах искусств Румынию представлял Юлиу Хациегану — врач, известный исследованиями в области лечения туберкулёза, член Румынской академии. Он основал школу медицины в Клуж-Напоке, сегодня это Университет медицины и фармакологии имени Ю. Хациегану. Он также был архитектором, именно его архитектурная работа была представлена на художественном конкурсе на летних Олимпийских играх 1936 года.